# Mansfield Park (1999)
Mansfield Park is een Britse romantische komedie-dramafilm uit 1999, geschreven en geregisseerd door Patricia Rozema. De film is gebaseerd op de gelijknamige roman uit 1814 van Jane Austen. De film wijkt op verschillende punten af van de originele roman. Zo is het leven van Jane Austen in de film verwerkt, evenals de problematiek van slavernij en West-Indische plantages. Het grootste deel van de film is op locatie gefilmd bij Kirby Hall, een Elizabethaans landhuis, gelegen nabij Gretton, Northamptonshire.

## Verhaal
Fanny Price wordt op 10-jarige leeftijd in de steek gelaten door haar familie en moet opgroeien bij haar rijke familie, de Bertrams, op het landgoed Mansfield Park. Fanny is eigenzinnig, intelligent en schrijft spannende verhalen. Ze vindt een vriend in Edmund Bertram, terwijl iedereen haar behandelt alsof ze minder waard is. Als Fanny achttien is, arriveren broer en zus Henry en Mary Crawford in Mansfield Park en zetten alles op zijn kop.

## Rolverdeling
| Acteur               | Personage                 |
| -------------------- | ------------------------- |
| Frances O'Connor     | Fanny Price               |
| Jonny Lee Miller     | Edmund Bertram            |
| James Purefoy        | Thomas Bertram Jr.        |
| Embeth Davidtz       | Mary Crawford             |
| Alessandro Nivola    | Henry Crawford            |
| Harold Pinter        | Sir Thomas Bertram        |
| Lindsay Duncan       | Lady Bertram en Mrs Price |
| Victoria Hamilton    | Maria Bertram             |
| Justine Waddell      | Julia Bertram             |
| Hugh Bonneville      | Mr Rushworth              |
| Sheila Gish          | Mrs Norris                |
| Charles Edwards      | Mr Yates                  |
| Hilton McRae         | Mr Price                  |
| Sophia Myles         | Susan Price               |
| Anna Popplewell      | Betsey                    |
| Hannah Taylor-Gordon | jonge Fanny               |

## Release
De film ging in première op 27 augustus 1999 op het Internationaal filmfestival van Montreal.

## Ontvangst
Op Rotten Tomatoes heeft Mansfield Park een waarde van 77% en een gemiddelde score van 6,9/10, gebaseerd op 69 recensies. Op Metacritic heeft de film een gemiddelde score van 71/100, gebaseerd op 31 recensies.

## Prijzen en nominaties
De belangrijkste:
| Jaar | Prijs                                    | Categorie                                      | Genomineerde(n)  | Uitslag     |
| ---- | ---------------------------------------- | ---------------------------------------------- | ---------------- | ----------- |
| 1999 | Internationaal filmfestival van Chicago  | Beste speelfilm (Gouden Hugo)                  | Patricia Rozema  | Genomineerd |
| 1999 | Internationaal filmfestival van Montreal | Grand Prix des Amériques                       | Patricia Rozema  | Genomineerd |
| 2000 | Satellite Awards                         | Beste actrice in een komische of muzikale film | Frances O'Connor | Genomineerd |